# 苏联国土防空军
国土防空军（俄语：Войска ПВО）是苏联总结第二次世界大战经验教训，于1948年组建的担负国土防空任务的军种。基於防空的重視，在苏联五大军种中排在战略火箭军与陆军之后。基层部队平时行政管理由所在大军区负责，作战指挥受最高统帅部与国土防空军总司令部领导。

## 历史
1927年，苏联工农红军总参谋部组建了防空处。该处在1930年被改组为工农红军总参谋部第六局，负责防空。1932年5月，总参谋部第六局被改组为工农红军防空局，直接隶属于苏联人民委员会国防人民委员部。
1932年苏军组建第一批高炮师。1937年为了组织莫斯科、列宁格勒和巴库的对空防御组建了军级建制的防空军，而在其他大城市（基辅、明斯克、敖德萨、巴统等）组建了防空师和独立防空旅。
1939年，防空部队对空监测通报通信部队开始装备苏联第一批国产雷达——RUS-1和RUS-2。
1940年在工农红军防空局升级为工农红军防空总局。
1941年2月，苏联按当时各大军区的界线划分为13个防空区，隶属于军区司令与工农红军防空总局双重指挥，军区司令员助理兼任防空区司令，但莫斯科防空区与列宁格勒防空区的司令分别由防空第1军和防空第2军军长兼任。其中9个重要的防空区又划分出36个旅级防空分区，防空分区则由防空站组成。防空军、防空师和独立防空旅负责大城市和其它重要目标。担负防空任务的歼击航空兵部队仍隶属于各军区空军司令员指挥。防空部队的防空师与陆军的高射炮兵师作战性质相同，但任务与编制不同，装备更重型更复杂。防空师一般编成为2个中口径高射炮兵团、1个小口径高射炮兵营、1个高射机枪团、1个探照灯团、1个拦阻气球营、1个对空情报团等，编制装备有120门中径高射炮、12门小口径高射炮、141挺高射机枪、144部探照灯和81个拦阻气球。 
1941年6月22日苏德战争爆发时，苏联有13个防空区，隶属于各大军区。中央领率机关为工农红军防空总局。共拥有3659门高射炮（其中330门小口径高射炮）、1500具探照灯、850个拦阻气球、40个歼击航空兵团约1500架歼击机。
战争爆发后，苏联国防委员会采取紧急措施加强了对莫斯科、列宁格勒、高尔基市、雅罗斯拉夫尔等工业区、以及伏尔加河上战略桥梁的防空掩护。
莫斯科的防空由防空第1军（辖19个独立高炮团、高射机枪团和探照灯团，13个独立高射炮兵营和其他部队）与归防空第1军指挥的防空歼击航空兵第6军（辖11个歼击机团，后增加到23个歼击机团）担负。共有歼击机602架，中口径高炮796门，小口径高炮248门，高射机枪336挺，探照灯站618座，拦阻气球站124座，部署于莫斯科周边距市中心纵深250公里范围内。在严密的空防组织与火力下，1941年7月22日至1941年12月5日的莫斯科对空防御作战中，德军空袭莫斯科的飞机122批7146架次，只有2.6%的229架次能进入市区上空。在空中击落德机378架，防空歼击航空第6兵军在莫斯科会战中突击敌方机场击毁敌机567架，还摧毁敌方坦克装甲车450辆，汽车5000台。1941年11月7日十月革命节，斯大林在红场公开检阅了开赴莫斯科郊外前线的野战部队。
1941年11月9日，根据战争爆发4个多月防空作战的教训，苏联国防委员会发布了关于加强和巩固国土防空的第874号命令，对防空部队体制做了较大改组。把原来各方面军或军区领导防空区的以“块”为主的体制改为由新设立的苏联工农红军国土防空部队司令员垂直领导指挥防空区的以“条”为主的体制。米哈伊尔·斯捷潘诺维奇·格罗马金少将担任国土防空部队司令员。国土防空和军队野战防空明确分开。建立了国土防空部队军事委员会、国土防空部队司令部、国土防空部队歼击航空兵指挥部和国土防空部队高射炮兵指挥部。担负国土防空任务歼击航空兵部队不再隶属于各方面军或军区空军司令员。在欧洲部分的防空区改编为2个军级的莫斯科防空区和列宁格勒防空区以及13个师级防空区（后又增加3个）。 
1942年4月5日，随着国土防空部队集中运用其兵力兵器的规模扩大，在莫斯科军级防空地域的基础上组建了莫斯科防空方面军。同时还组建了列宁格勒防空集团军、巴库防空集团军。一些师级防空区改编为军级防空区。
1943年6月，取消了苏联工农红军国土防空部队司令员职位，国土防空部队由陆军炮兵司令员领导。在陆军炮兵司令部下新设立国土防空部队中心司令部、歼击航空兵中心司令部和对空情报中心哨。实际上二战时苏联陆军炮兵规模庞大、作战与勤务保障浩繁，炮兵司令员根本没有精力过问国土防空部队事务。保留原来的远东防空区、后贝尔防空区和中亚防空区分别划归远东方面军、后贝加尔军区、中亚军区领导。列宁格勒防空集团军和拉多加湖防空区的作战指挥仍由列宁格勒方面军负责。以阿尔汉格尔斯克、科斯特罗马、克拉斯诺达尔和索契连线为分界线，将防空部队划为西防空方面军和东防空方面军。西防空方面军负责前线的浅近后方的防空，编成较大，下辖由莫斯科防空方面军改编的莫斯科特别防空集团军、防空歼击航空兵第1集团军、11个军级或师级防空区、14个歼击航空兵兵团。东防空方面军负责苏联大后方防空，包括了新组建的外高加索防空区、7个军级或师级防空区、8个歼击航空兵兵团。 
1944年7月，苏德战场的战线推出苏联国土以外。苏军调整了国土防空部队的组织结构，组建了一批新的防空军、师和旅。西防空方面军和东防空方面军被拆散。新组建了一批防空方面军：
- 北防空方面军：1944年3月29日组建，从北冰洋到古比雪夫、库尔斯克、卢茨克一线以北的区域。辖莫斯科特别防空集团军、防空歼击航空兵第1集团军、12个独立歼击航空兵师、3个防空军、7个防空师和1个独立防空旅。有歼击机1150架，中口径高射炮3300门，小口径高射炮2300门，高射机枪2750挺，对空探照灯约1700部，拦阻气球1650个。任务是保卫苏联中部工业区、莫斯科、摩尔曼斯克、西方向和西北方向各方面军的交通线等。1944年12月24日，苏联国防委员会决定把北防空方面军改编为西防空方面军（第二次组建），并把它的一部分部队编人中央防空方面军。
- 南防空方面军：1944年3月29日组建，编有7个防空军、3个独立防空师、2个歼击航空兵军、7个独立歼击航空兵师。有歼击机917架、中口径高射炮2395门、小口径高射炮1951门、探照灯860具、拦阻气球206个。1941年12月24日，苏联国防委员会决定南防空方面军改编为西南防空方面军。
- 外高加索防空方面军：1944年4月在外高加索防空区基础上组建。编有巴库防空集团军、1个独立防空师、2个独立防空旅、1个歼击航空兵军、1个独立歼击航空兵师。
- 西防空方面军：1944年12月24日第2次组建，辖第1、第2、第3、第4、第5、第13、第14防空军；独立第77、第78、第79、第80、第82、第84、第90防空师；独立第16防空旅；独立第86、87、88防空装甲列车；8个防空歼击航空兵师。
- 西南防空方面军：1944年12月2日由南防空方面军改称，辖辖第6、第7、第8、第9、第10、第11、第12防空军；独立第85、第86、第87、第88防空师；歼击航空兵第127、第141、第310师；其它独立团、营等。
- 中央防空方面军：1944年12月24日苏联国防委员会决定在莫斯科特别防空集团军的基础上组建。国土后方的所有防空兵团都被编入该方面军。

1944年7月这次防空部队大改组，军级防空区、师级防空区相应改编为防空军和防空师。防空集团军、防空军一般都编制了歼击航空兵师、团。 防空师主要是由高炮、高机、探照及与其它勤务保障分队组成。
为了对日本关东军作战，1945年苏军在远东地区组建了沿海防空集团军、阿穆尔河沿岸防空集团军和后贝加尔防空集团军，分别隶属于远东第一方面军、远东第二方面军、后贝加尔方面军。
苏德战争中，国土防空部队有超过8万名官兵因战功卓著被授予勋章和奖章，有92名官兵荣获“苏联英雄”称号。
苏德战争时期，防空部队的高射炮兵部队里20%以上的成员是女军人。著名苏德战争军事题材中篇小说《这里的黎明静悄悄》就是写防卫列宁格勒-摩尔曼斯克的基洛夫铁路171会让站的高射机枪排的5名女兵，在华斯科夫大士（苏军到1972年才设置准尉军衔）率领下，与一支要秘密潜入炸毁铁路的德军空降兵分队作战而全部牺牲的故事。
1946年2月在陆军炮兵司令员领导下重新设立了国土防空部队司令职务。
1948年正式确立国土防空部队作为独立兵种，担负非边境地区的内陆地区的防空。组建了12个防空区，取代了战后初期的4个防空军区。在各边境军区和舰队组建了边境防空区，由各军区和舰队管理指挥。边境防空区效果不佳，因此改编为“边境线空中防御”，由空军总司令领导，空军第一副总司令兼任边境线空中防御部队司令。
1953年6月，隶属于空军总司令的边境线空中防御司令部被解散。边境线空中防御的一部分兵力转隶各军区和舰队，一部分转隶国土防空部队。  
1954年5月27日，国土防空部队从一个独立兵种升格为军种——国土防空军。辖各防空军团（军区、集团军）和兵团（军、师）。各军区歼击航空兵在作战上归新的国土防空军指挥。L·A·戈沃罗夫元帅被任命为国土防空军第一任总司令。 
1955年， 莫斯科防空系统开始装备S-25防空导弹系统。
1955–1956年，开始装备用于探测低空目标的P-15“小路”米波值班雷达和P-12 “叶尼塞河”米波警戒雷达。
1957年，国土防空军开始装备S-75中程防空导弹系统。 
1960年3月，所有防空集团军、防空师，从地名番号改为数字番号。
1961年，第二代歼击机和空空导弹拦截系统——苏-9（1959年）、苏-11-98（1961年）、苏-15-98、图-128-S4和雅克-28（1965年）取代了第一代歼击机——米格-15、米格-7和雅克-25。
1961年，完成了S-125近程低空防空导弹系统的研制 
针对美国战略轰炸机从北冰洋方向对苏联的威胁的增大，国土防空军对北方方向部署了的“盾牌”防空系统。
1967年2月列装S-200防空导弹系统。这是苏联第一种主动制导的地空导弹。至此装备了一整套防空导弹武器系统防御体系。
1970年换装第三代歼击机——米格-23P和米格-25PD。
1970年代，导弹-空间防御部队的兵力和装备被编入国土防空军。整合了导弹袭击预警系统、空间监视系统、反导和反卫星防御系统。导弹袭击预警系统于1976年正式担负战斗值班，它包括指挥所、6个预警枢纽（“第聂伯河”雷达）和US-K太空梯队。1978年装备了A-135M改进型莫斯科导弹防御系统，它包括“顿河-2N”雷达、指令-计算所和两种反导导弹。1978年11月装备了IS-M反卫星系统。 
1979年起开始装备全新的S-300P防空导弹系统。
1979年12月苏联国防委员会通过了决议，国土重新被分成边境地区和内陆区域。边境地区的巴库防空军区和5个独立防空集团军（明斯克、列宁格勒、基辅、阿尔汉格尔斯克、哈巴罗夫斯克）被解散。歼击航空兵团被从这些兵团中取消并转隶军区空军。 
1980年代第四代歼击机——米格-31（1981年）、米格-29（1983年）和苏-27（1984年）开始装备部队。
1986年1月24日苏共中央和部长会议决定在边境军区恢复了5个以前的防空军团，重新直接隶属于防空军总司令。取代巴库防空军区组建了参谋部在第比利斯的独立防空集团军 
由于防空部队作战行动争分夺秒、战机稍纵即逝，战役、战役战术、战术3个层次的指挥所装备了自动化综合系统。战役指挥所装备了“金刚石”型自动化综合设备。战役战术指挥所装备了“光线-1”和“光线-2”自动化指挥系统。各兵种兵团和部队的战术级指挥所装备了“谢涅日”、“矢量-2”、“贝加尔”、“边界-1”、“田野”和AKUP-1型自动化综合设备。
1991年底苏联解体后，俄罗斯联邦继承了国土防空军的主要人员装备。1997年7月，国土防空军作为一个军种被撤消，防空兵力转隶空军，导弹-空间防御部队转隶战略火箭军，后来转隶新组建的空天防御部队。空天防御部队自2011年12月1日起开始担负战斗值班。 

## 组织结构
- 国土防空军总司令
  - 国土防空军军事委员会
  - 司令部
  - 政治部
  - 后勤部
  - 防空火箭司令部
  - 歼击航空兵司令部
  - 雷达兵司令部
  - 无线电技术兵司令部
  - 工程兵司令部
  - 化学兵司令部
  - 通信兵司令部
  - 修理技术部队
  - 莫斯科防空区
    - 红旗第1特种防空集团军,1953年12月1日成立，驻莫斯科州巴拉希哈
      - 第1特种防空军，驻莫斯科南郊维德诺耶
      - 第6特种防空军，驻莫斯科东郊巴拉希哈
      - 第10特种防空军，驻莫斯科北郊多尔戈普鲁德内
      - 第17特种防空军，驻莫斯科西郊奥金佐沃
      - 第236近卫防空导弹团，驻莫斯科市区Mitino

    - 第2防空军，驻勒热夫
    - 第3防空军，驻雅罗斯拉夫尔
    - 第7防空军，驻布良斯克
    - 第18防空师，驻高尔基市

  - 明斯克第2防空集团军（西部防空区）1980年3月15日撤销，部队转隶白俄罗斯军区。1986年4月恢复。1992年6月1日归属白俄罗斯军队。
    - 第11防空军（巴拉诺维奇防空分区）
    - 第27防空军（里加防空分区）驻拉脱维亚、立陶宛。1980年4月转隶波罗的海军区。
    - 第28防空军（利沃夫防空分区）1954年9月22日组建利沃夫防空军，隶属喀尔巴阡防空区。1960年5月改名第28防空军，改隶基辅第8防空集团军。1980年4月转隶喀尔巴阡军区。1986年3月转隶第2防空集团军。1992年1月24日转隶第8防空集团军。
    - 第3防空师（加里宁格勒州波罗的茨克）1977年11月18日撤销。

  - 斯维尔德洛夫斯克第4防空集团军（乌拉尔防空区）1960年组建。1994年12月改编为第5防空军。2001年6月1日改编为空军与防空军第5集团军。2009年改编为第8天防旅。
    - 第19防空军（车里雅宾斯克防空分区）
    - 第20防空军(彼尔姆防空分区）
    - 第28防空师（古比雪夫）1960年4月组建独立第25防空军。1963年缩编为第28防空师，转隶第4防空集团军。驻伏尔加河中游各州。

  - 列宁格勒第6防空集团军（列宁格勒防空区）1959年4月组建。1980年4月撤销，部队转隶给列宁格勒军区。1986年3月，由第18防空军改编重建第6防空集团军。
    - 第18防空军（列宁格勒）1960年3月组建，1986年3月改编为第6防空集团军
    - 第27防空军（里加防空分区） 1960年3月组建，隶属于明斯克第2防空集团军。1980年4月转隶波罗的海军区。1986年3月转隶第6防空集团军。1994年撤销。驻拉脱维亚、立陶宛。
    - 第54防空军（加特契纳防空分区）2009年改编为第2防天旅
    - 第14防空师（塔林防空分区）驻爱沙尼亚。1994年6月撤销。

  - 基辅第8防空集团军（西南防空区）1992年6月1日编入乌克兰军队。
    - 第12防空军（罗斯托夫防空分区）驻防罗斯托夫州、克拉斯诺达尔边疆区。1980年3月15日由巴库防空区转隶第8防空集团军。1986年3月隶属第19防空集团军。
    - 第28防空军（利沃夫防空分区）1954年9月22日组建利沃夫防空军，隶属喀尔巴阡防空区。1960年5月改名第28防空军，改隶基辅第8防空集团军。1980年4月转隶喀尔巴阡军区。1986年3月转隶第2防空集团军。1992年1月24日转隶第8防空集团军。
    - 第11防空师/第49防空军（第聂伯彼得罗夫斯克防空分区）1986年3月15日第9、第11防空师合编为第49防空军。1988年6月1日缩编为第11防空师。1989年6月15日，第11、第19防空师合编为第49防空军。
    - 第21防空师/第60防空军（敖德萨防空分区）1980年3月至1986年3月转隶敖德萨军区。1989年6月15日，第1、第21防空师合编为第60防空军。
    - 第1防空师（塞瓦斯托波尔）1980年3月至1986年3月转隶敖德萨军区。1989年6月15日，第1、第21防空师合编为第60防空军。
    - 第9防空师（哈尔科夫）1986年3月15日第9、第11防空师合编为第49防空军。
    - 第19防空师（基辅防空分区）驻基辅州瓦西里基夫.1989年6月15日，第11、第19防空师合编为第49防空军。

  - 阿尔汉格尔斯克第10防空集团军（1960年3月由北方防空集团军改称第10防空集团军）
    - 第21防空军（军部位于北莫尔斯克。1960年3月21日由北方防空军改称第21防空军）辖航空兵近卫第174、第431、第941团，防空导弹第39、第42、近卫第116、第224团、防空导弹第864团。
      - 大韩航空902号班机于1978年4月20日在苏联摩尔曼斯克州境内被航空兵第431团波索夫大尉的苏-15战斗机击中、迫降。
      - 1987年9月13日挪威空军602号P-3B海上侦察巡逻机在巴伦支海上空遭到了航空兵第941团瓦西里・辛巴尔（Vasiliy Tsymbal）大尉驾驶的36号苏-27战斗机用垂尾顶端划开了挪威军机的1号发动机。被称为巴伦支海上的开膛手。

    - 第4防空师（位于新地岛别卢希亚古巴，保卫新地岛中央核试验靶场）辖航空兵近卫第72、第991团、防空导弹第406旅
    - 第5防空师（位于卡累利阿社会主义自治共和国彼得罗扎沃茨克）
    - 第23防空师/第22防空军（阿尔汉格尔斯克防空分区，1993-1994年短暂改称第22防空军）

  - 哈巴罗夫斯克防空第11集团军（远东防空区 ）
    - 第8防空军（共青城防空分区）辖航空兵第41、第60、第301、第302团，防空导弹第109、第118、第192旅，防空导弹第1251团。部队驻阿穆尔河畔共青城、哈巴罗夫斯克、苏维埃港、马加丹
    - 第23防空军（驻符拉迪沃斯托克）1956年组建滨海防空军，1960年4月改称第23防空军。辖歼击航空兵近卫第22、第47、第530、第821团， 防空导弹第88、第130旅，防空导弹第639、第749、第1133团。
      - 1976年9月6日，第530歼击航空兵团飞行副大队长维克多·别连科上尉，驾驶米格-25截击机，从滨海边疆区丘谷耶夫卡机场起飞，叛逃日本北海道.

    - 第6防空师（彼得罗巴甫洛夫斯克防空分区）
    - 第24防空师（师部驻南萨哈林斯克）辖航空兵第308、第528、第777团，防空导弹第140、第752、第891团。驻防库页岛与泽捉岛。
      - 1983年9月1日大韩航空007号班机在库页岛西南公海被航空兵第777团（1980-1986年隶属于远东军区空军歼击航空兵第40师，师部驻萨哈林州多林斯克空军基地）少校飞行员Genadi Osipovich驾驶的苏-15截击机击落。
      - 择捉岛上的海燕机场，前沿部署一个截击机航空团。七十年代是截击航空兵第387团，装备米格-21。1983年4月起是截击航空兵地40师第41团，装备米格-23ML，1990年起换装米格-23MLD，1994年5月调防。该团从1986年起隶属于第24防空师，从1990年起隶属于第72防空军。

    - 第25防空师（楚科奇自治区）
    - 第29防空师（师部驻阿穆尔州别洛戈尔斯克）驻防阿穆尔州。

  - 塔什干第12防空集团军（中亚防空区）
    - 第7防空师/第37防空军（阿拉木图防空分区）1980年4月改编为第37防空军。1992年编入哈萨克斯坦与吉尔吉斯斯坦军队。
    - 第15防空师（塔什干防空分区）师部驻撒马尔罕。1992年编入乌兹别克斯坦与塔吉克斯坦军队。
    - 第17防空师/第24防空军（土库曼防空分区）师部驻马雷。1980年4月至1988年3月3日，改编为第24防空军。1992年后编入土库曼斯坦军队。
    - 第33防空师（北哈萨克防空分区）师部驻塞米巴拉金斯克。1980年4月调外贝加尔。

  - 西伯利亚第14防空集团军。机关驻新西伯利亚。现为俄罗斯空军与防空军第14集团军。
    - 第20防空师/第38防空军/第41防空师（新西伯利亚防空分区）1960年4月组建；1980年4月改编为第38防空军。1994年改编为第41防空师。2009年改编为第9防天旅（Aerospace Defence）。1980年辖1个歼击机团、2个防空导弹旅、7个防空导弹团、2个雷达旅。驻防新西伯利亚州、克拉斯诺亚尔斯克边疆区、托木斯克州、克麦罗沃州、阿尔泰边疆区
    - 第26防空师/第39防空军/第94防空师（伊尔库茨克防空分区）1960年4月组建，1980年4月改编为第39防空军，1988年2月改编为第94防空师，1998年并入近卫第50防空军缩编为近卫第26防空师。
    - 近卫第50防空军（后贝加尔防空区）1986年2月2日由驻外蒙古的近卫第16防空师与驻外贝加尔的第33防空师合编组建。1998年12月1日改编为近卫第26防空师。2009年改编为近卫第10防天旅。
    - 第56防空军（塞米巴拉金斯克防空分区）1980年4月组建，隶属于中亚军区。1986年3月转隶第14防空集团军。1994年撤销。驻防东北哈萨克与鄂木斯克州。
    - 第22防空师（诺里尔斯克防空分区）

  - 巴库防空区/外高加索第19防空集团军（驻第比利斯）：1954年6月以巴库防空地域为基础组建。前身为1920年代后半期起，巴库地域由专门组建的第三防空军掩护。苏德战争及战后，先后由外高加索防空地区（1941－1944年）、外高加索防空方面军（1944－1945年）、巴库防空集团军（1944年前属外高加索防空地区，后属外高加索防空方面军，1945年起为独立集团军）和巴库防空地域（1948－1954年）担负防空任务。1975年4月30日苏联最高苏维埃主席团命令授予巴库防空区红旗勋章。1980年4月，巴库防空区撤销，所属部队转隶外高加索军区。1986年4月恢复为第19防空集团军，1992年10月解体。 
    - 第12防空军（罗斯托夫防空分区）驻防罗斯托夫州、克拉斯诺达尔边疆区。1980年至1986年隶属于基辅第8防空集团军。
    - 第14防空军/第96防空师（第比利斯防空分区）1986年组建，1988年2月1日缩编。
    - 第15防空军/红旗第97防空师（巴库防空分区）1986年组建，1988年2月1日缩编。
    - 第10防空师（伏尔加格勒防空分区）驻防伏尔加格勒州、阿斯特拉罕州、北高加索。
    - 近卫第16防空师：驻防土库曼的克拉斯诺沃茨克。1980年调防外蒙古。

## 历任总司令
- 1940年-1952年 列昂尼德·亚历山德罗维奇·戈沃罗夫苏联元帅
- 1952年-1953年 尼古拉·尼基福罗维奇·纳戈尔内上将
- 1953年-1954年 康斯坦丁·安德烈耶维奇·韦尔希宁空军主帅
- 1954年-1955年 列昂尼德·亚历山德维奇·戈沃罗夫苏联元帅
- 1955年-1962年 谢尔温·谢苗诺维奇·比留佐夫苏联元帅
- 1962年-1966年 弗拉基米尔·亚历山德罗维奇·苏杰茨空军元帅
- 1966年-1978年 帕维尔·費奥多罗维奇·巴季茨基苏联元帅
- 1978年-1987年 亚历山大·伊万诺维奇·科尔杜诺夫空军元帅
- 1987年-1991年 伊万·莫伊谢耶维奇·特列季亚克大将